# Виелица
Вижте пояснителната страница за други значения на Виелица.
Виелица е силна снежна буря, характеризираща се с ниска температура, силни ветрове и обилен снеговалеж. Понякога вместо нов сняг, ветровете навяват падналия по-рано сняг. Виелиците правят видимостта почти нулева, защото се получава нещо подобно на бяла завеса. Те имат отрицателен ефект на икономиката и могат да парализират отделни райони в продължение на дни, особено там, където такива метеорологични условия са рядкост. В Америка за да се квалифицира като виелица, ветровете трябва да са със сила от 56 km/h, видимостта по-малка от 400 метра и да продължава поне 3 часа. В други страни тези изисквания може да са различни, например в Англия силата на вятъра трябва да е 48 km/h, а видимостта под 200 метра.